# Rheinbreitbach
Rheinbreitbach es un municipio situado en el distrito de Neuwied, en el estado federado de Renania-Palatinado (Alemania). Su población estimada, a fines de 2020, es de 4473 habitantes.
Está ubicado al norte del estado, sobre la orilla derecha del río Rin y al norte de la ciudad de Coblenza.